# Dubiaranea orba
Dubiaranea orba là một loài nhện trong họ Linyphiidae. Loài này được phát hiện ở Ecuador.